# Этап Мировой серии по регби-7 в Сингапуре
Этап Мировой серии по регби-7 в Сингапуре (англ. Singapore Sevens) — один из этапов Мировой серии по регби-7, который проходит в Сингапуре в апреле каждого года. Впервые турнир прошёл в 2002 году. В 2006 году проведение этапа Мировой серии в Сингапуре было приостановлено из-за закрытия старого «Национального стадиона», построенного в 1973 году и отсутствия в стране арены с подходящей вместимостью. Розыгрыш вновь возобновился в сезоне 2015/16 с вводом в эксплуатацию нового «Национального стадиона».

## История
Мировой серии по регби-7 была создана Международным советом регби (IRB) в 1999 году. В отличие от чемпионата мира по регби-7, который проводится раз в четыре года, целью проведения Мировой серии стало создание ежегодного сезонного турнира, который бы популяризовал этот вид спорта в разных частях света и позволил бы развиваться сборным разных уровней. Перед первым же сезоном Сингапурский регбийный союз подал заявку в IRB на проведение у себя одного из этапов серии, однако получил отказ. Союз вновь подал заявку в 2001 году и на этот раз преуспел — одобрение от Совета было получено и с 20 по 21 апреля 2002 года на «Национальном стадионе» прошёл первый сингапурский этап, победителем которого стала сборная Новой Зеландии.
В 2002—2003 годах в Азии разразилась эпидемия SARS, в связи с чем многие сборные отказались участвовать в этапах серии, которые должны были пройти в Азии в апреле—мае 2003 года. Отменены были турниры в Сингапуре, Малайзии и Китае (шанхайский турнир). Тем не менее, наиболее важный этап серии в Гонконге был проведён несмотря на эпидемию. На следующий год турнир состоялся, а его титульным спонсором стала компания Standard Chartered. В 2006 году прошёл четвёртый розыгрыш Singapore Sevens и в последующие десять лет турнир не проводился. Весной 2015 года было объявлено, что начиная с сезона 2015/16 и как минимум на четыре года сингапурский этап вернётся в Мировую серию, заменив Japan Sevens. 
Первый после перерыва турнир выиграла сборная Кении, сенсационно обыграв в финале фиджийцев. Для африканской команды это стало первой в истории победой на этапах Мировой серии. Не менее знаковым стал и этап 2017 года — впервые в финале сыграли две сборные из Америки — национальные команды Канады и США обыграли в плей-офф традиционных фаворитов (Новую Зеландию с Англией и Фиджи с Австралией соответственно). В решающем матче победу одержали канадцы, которые завоевали свой первый титул в серии. 

## Формат

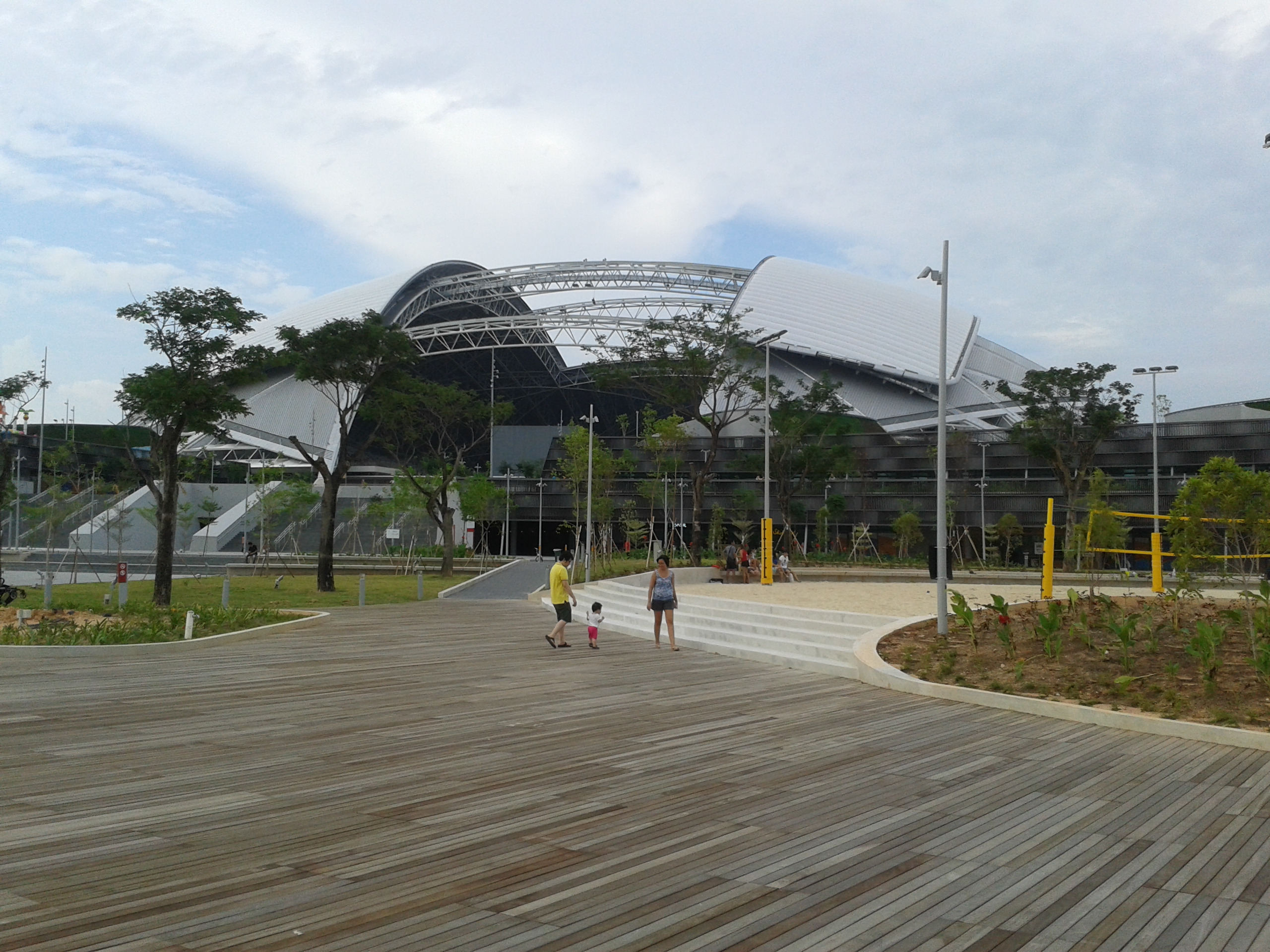
«Национальный стадион» в Сингапуре, принимающий этап с 2016 года.

У Singapore Sevens традиционный для Мировой серии формат с групповым турниром и многоуровневой системой плей-офф. В этапе участвуют 16 сборных, 15 из которых являются «командами ядра», то есть имеют право на участие во всех этапах серии и зарабатывать турнирные очки, а последняя сборная не принадлежит к «ядру», в сезоне 2015/16 это была команда Японии. Команды распределяются поровну в 4 группы, где играют друг с другом по матчу. За победу начисляется 3 очка, за ничью два, за поражение одно и ни одного очка за неявку.
В плей-офф за Кубок, который даст 22 очка в общий зачёт серии, выходят по две лучшие команды из каждой группы. При этом сборные, проигравшие в четвертьфинале, продолжают турнир в плей-офф за Тарелку (13 очков в общий зачёт). Худшие команды из каждой группы попадают в четвертьфиналы за обладание Чашей (8 очков). Те, кто проиграл в четвертьфинале, соревнуются в полуфинале плей-офф за Щит (3 очка).

## Результаты
| Год  | Стадион                | Кубок                             | Кубок                             | Кубок                             | Тарелка                           | Чаша                              | Щит                               | Прим.  |
| Год  | Стадион                | Победитель                        | Счёт                              | Финалист                          | Победитель                        | Победитель                        | Победитель                        | Прим.  |
| ---- | ---------------------- | --------------------------------- | --------------------------------- | --------------------------------- | --------------------------------- | --------------------------------- | --------------------------------- | ------ |
| 2002 | «Национальный стадион» | Новая Зеландия                    | 21:17                             | Аргентина                         | Фиджи                             | Уэльс                             | Южная Корея                       | [ 2 ]  |
| 2003 | «Национальный стадион» | Турнир отменён из-за вспышки SARS | Турнир отменён из-за вспышки SARS | Турнир отменён из-за вспышки SARS | Турнир отменён из-за вспышки SARS | Турнир отменён из-за вспышки SARS | Турнир отменён из-за вспышки SARS | [ 3 ]  |
| 2004 | «Национальный стадион» | ЮАР                               | 24:19                             | Аргентина                         | Фиджи                             | Шотландия                         | Гонконг                           | [ 9 ]  |
| 2005 | «Национальный стадион» | Новая Зеландия                    | 26:5                              | Англия                            | Австралия                         | Франция                           | Китайский Тайбэй                  | [ 10 ] |
| 2006 | «Национальный стадион» | Фиджи                             | 40:21                             | Англия                            | Самоа                             | Кения                             | Южная Корея                       | [ 11 ] |
| 2016 | «Национальный стадион» | Кения                             | 30:7                              | Фиджи                             | Самоа                             | Шотландия                         | Россия                            | [ 12 ] |
| 2017 | «Национальный стадион» | Канада                            | 26:19                             | США                               | Новая Зеландия                    | Уэльс                             | Аргентина                         | [ 13 ] |